# 문준호 (가수)
문준호(2000년 8월 11일 ~ )는 대한민국의 가수다. 2019년 11월 6일 싱글 《내 노래에게》로 데뷔했다.

## 방송
- 믹스나인 (2017)
- PRODUCE X 101 (2019) - 발표순위 59위

## 음반
- Dear My Song (2019)